# Arresødal

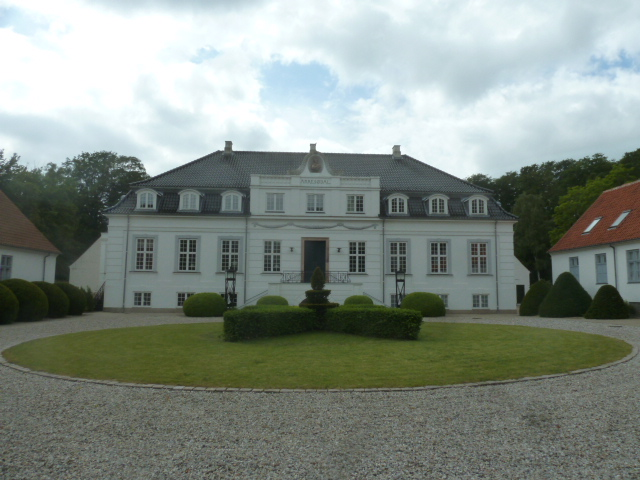

Arresødal är en gård som upprättades som huvudgård 1773 av generalmajor Johan Frederik Classen under namnet Arresøgård. Gården ligger i Vinderød Sogn i Halsnæs kommun i Danmark.
Huvudbyggnaden uppfördes 1786 – 1788 av generalmajor Classen, som också var staden Frederiksværks grundare. Classen testamenterade  Arresødal till Prins Karl II av Hessen-Kassel, som ägde egendomen fram till 1804. Kronprins Frederik (senare kung Frederik VI) köpte därefter fastigheten. 
1883 köptes egendomen av Det Classenske Fideicommis. Den blev därefter rekonvalescenthem för kvinnor fram till 1944, då den övertogs av först den tyska ockupationsmakten och därnäst frihetskämparna, som använde byggnaderna som fängelse. Därefter blev den återigen rekonvalescenthem  till 1984, då Arresødal såldes vidare till Kommunedata. 
De efterföljande åren användes Arresødal som kurscenter, och det fungerade som så fram till år 2002, då den indiska Sai Baba-rörelsen köpte slottet och skulle ha tagit över egendomen den 1 april. Planen var att etablera en internationell skola på slottet, men  efter en mediestorm mot rörelsens indiska guru, Sai Baba, skapade kommunens borgmästare och lokalpolitikerna så mycket lokalt motstånd mot rörelsen, att dess ledning valde att avstå från övertagandet. Frederiksværks kommun köpte därefter egendomen men tvingades ersätta rörelsen för dess förluster.
Kommunen sålde Arresødal till Anette och Carsten Følsgaard, för etablering av privatsjukhus och hospis, med övertagande den 1 januari 2003. Den stora parken nedanför Arresødal behölls av kommunen och gjordes tillgänglig för allmänheten. Parken övertogs den 1 januari 2013 av Naturstyrelsen med avsikten att den skulle ingå i driften av de statliga skog- och naturområdena i området.
Huvudbyggnaden byggdes om 1908–1909 och 2004. Två övriga byggnader på Arresødal är skyddade.

## Ägare av Arresødal
- (1773-1792) Johan Frederik von Classen
- (1792-1804) Karl II av Hessen-Kassel
- (1804-1808) Kristian VII av Danmark
- (1808-1839) Fredrik VI av Danmark
- (1839-1846) Kristian VIII av Danmark
- (1846-1855) Danska staten
- (1855-1865) K.A. Larssen
- (1865-1883) Laurentse Thodberg gift Larsen
- (1883-1984) Det Classenske Fideikommis
- (1984-2002) Kommunedata
- (2002-2002) Sathya Sai Baba Landsforeningen i Danmark
- (2002-2003) Frederiksværks kommun
- (2003-) Anette Følsgaard / Carsten Følsgaard